# Слободан Сантрач
Слободан Сантрач (серб. Slobodan Santrač, нар. 1 липня 1946, Коцелева — пом. 13 лютого 2016, Белград) — югославський футболіст, що грав на позиції нападника. По завершенні ігрової кар'єри — югославський та сербський тренер.
Виступав, зокрема, за клуби ОФК (Белград) та «Партизан», а також національну збірну Югославії.
Як тренер очолював збірні Югославії, Саудівської Аравії та Македонії, а також кілька китайських клубів.

## Клубна кар'єра
Народився 1 липня 1946 року в місті Коцелева. Вихованець юнацьких команд футбольних клубів «Таково» та «Металац» (Вальєво).
У дорослому футболі дебютував 1965 року виступами за команду клубу ОФК (Белград), в якій провів дев'ять сезонів, в першому з яких допоміг клубу виграти Кубок Югославії. Більшість часу, проведеного у складі ОФК (Белград), був основним гравцем атакувальної ланки команди. У складі ОФК (Белград) став найкращим бомбардиром клубу в чемпіонатах Югославії — 186 голів у 283 матчах. Чотири рази ставав найкращим бомбардиром вищого югославського дивізіону: 1968 (22 голи), 1970 (20 голів), 1972 (33 голи), 1973 (25 голів). Володар «Бронзового бутсу» серед найкращих бомбардирів Європи 1972 року.
В 1974—1976 роках виступав за швейцарський «Грассгоппер» з Цюриху. У чемпіонатах Швейцарії забив 29 голів у 42 матчах, після чого повернувся в ОФК (Белград), де грав до 1977 року.
Своєю грою за останню команду привернув увагу представників тренерського столичного «Партизана», до складу якого приєднався 1977 року. Відіграв за белградську команду наступні три сезони своєї ігрової кар'єри. Граючи у складі «Партизана» також здебільшого виходив на поле в основному складі команди і був серед найкращих голеодорів, відзначаючись забитим голом в середньому щонайменше у кожній третій грі чемпіонату.
Завершив професійну ігрову кар'єру у «Земун», за який виступав протягом 1981—1983 років.
В підсумку Слободан став рекордсменом Югославії за кількістю голів, забитих у національному чемпіонаті — 218. Всього у вищих дивізіонах національних провів 406 матчів, забив 247 голів. За свою футбольну кар'єру провів 1359 матчів і забив 1301 гол.

## Виступи за збірну
1966 року дебютував в офіційних матчах у складі національної збірної Югославії. Протягом кар'єри у національній команді, яка тривала 9 років, провів у формі головної команди країни лише 8 матчів, забивши 1 гол.

## Кар'єра тренера
Розпочав тренерську кар'єру, повернувшись до футболу після тривалої перерви, 1994 року, очоливши тренерський штаб збірної Югославії, яка на той момент ще перебувала під санкціями ООН. Він працював головним тренером першої команди протягом майже чотирьох років, кваліфікацувавши її на чемпіонат світу 1998 року у Франції, де балканці змогли вийти з групи, поступившись нідерландцям лише у 1/8 фіналу.
1999 року очолив китайський «Шаньдун Лунен», з яким в тому ж році виграв «золотий дубль».
Згодом повернувся до роботи зі збірними, недовго очолюючи збірні Саудівської Аравії та Македонії.
2008 року повернувся до Китаю, де очолював команди «Шаньдун Лунен», «Чанша Цзиньде» та «Ціндао Чжуннен».
Останнім місцем тренерської роботи був клуб «Шеньсі Женьхе», головним тренером команди якого Слободан Сантрач був протягом 2011 року.
Помер 13 лютого 2016 року на 70-му році життя у місті Белград.

## Титули і досягнення

### Як гравця
- Володар Кубка Югославії (1):

ОФК (Белград): 1966
- Чемпіон Югославії (1):

«Партизан»: 1977–78
- Володар Кубка Мітропи (1):

«Партизан»: 1977–78

### Як тренера
- Чемпіон Китаю (1):

«Шаньдун Лунен»: 1999
- Володар Кубка Китаю (1):

«Шаньдун Лунен»: 1999

### Індивідуальні
- Найкращий бомбардир чемпіонату Югославії (4): 1968 (22 голи), 1970 (20 голи), 1972 (33 голи), 1973 (25 голів)
- Володар «Срібного бутсу» 1972
- Найрезультативніший футболіст в чемпіонатах Югославії — 218 голів[6]
- Тренер року за версією Китайської футбольної асоціації: 1999